# Composti chimici incompatibili
Questa tabella elenca alcune classi di composti chimici tra loro incompatibili per ragioni di sicurezza; tali composti vanno tenuti separati perché un loro contatto può produrre una reazione chimica violenta e potenzialmente pericolosa.
Data la vastità dell'insieme dei composti chimici, è una tabella indicativa e certamente non esaustiva.
Per una corretta manipolazione e stoccaggio dei reagenti chimici fare riferimento alla scheda di sicurezza MSDS, capitolo 7.1 (manipolazione) e 7.2 (stoccaggio)
| sostanza                                | incompatibile con |
| acetilene                               | cloro, fluoro, bromo, rame, argento, mercurio |
| acido acetico                           | anidride cromica, acido nitrico, acido perclorico, perossidi, permanganati                                                                                        |
| acido fluoridrico                       | ammoniaca gassosa o in soluzione acquosa |
| acido nitrico concentrato               | acido acetico, anilina, anidride cromica, acido cianidrico, acido solfidrico, gas e liquidi infiammabili                                                          |
| acido ossalico                          | mercurio, argento |
| acido perclorico                        | anidride acetica, bismuto e le sue leghe, alcoli, carta, legno |
| acido solfidrico                        | acido nitrico fumante, sostanze ossidanti |
| acido solforico                         | clorato di potassio, perclorato di potassio, permanganato di potassio                                                                                             |
| ammoniaca in gas e in soluzione         | mercurio, cloro, bromo, iodio, acido fluoridrico, ipoclorito di calcio                                                                                            |
| anidride cromica o ossido di cromo (VI) | acido acetico, naftalene, canfora, glicerolo, benzina, alcoli, liquidi infiammabili                                                                               |
| anilina                                 | acido nitrico, perossido di idrogeno |
| argento                                 | acetilene, acido ossalico, acido tartarico, sali di ammonio |
| bromo e cloro                           | ammoniaca, acetilene, butano, butadiene, metano, propano, idrogeno, benzina, benzene, metalli in polvere, metalli alcalini                                        |
| carbone attivo                          | ipoclorito di calcio, sostanze ossidanti |
| cianuri                                 | acidi organici e inorganici |
| clorati                                 | sali di ammonio, acidi, metalli in polvere, zolfo, materiale combustibile o organico in forma di particolato fine                                                 |
| composti di alchil-alluminio            | acqua |
| fluoro                                  | il fluoro gassoso è estremamente aggressivo, va isolato pressoché da qualsiasi altra sostanza                                                                     |
| fosforo                                 | zolfo, composti ossigenati (es. clorati e perclorati) |
| idrocarburi: alcani, benzene, etc.      | fluoro, cloro, bromo, anidride cromica, perossido di sodio |
| iodio                                   | acetilene, ammoniaca |
| liquidi infiammabili                    | nitrato di ammonio, anidride cromica, perossido di idrogeno, acido nitrico, perossido di sodio, alogeni                                                           |
| metalli alcalini                        | acqua, tetracloruro di carbonio e altri alogenuri alchilici, anidride carbonica, alogeni                                                                          |
| nitrato di ammonio                      | acidi, metalli in polvere, liquidi infiammabili, clorati, nitrati, zolfo, materiale combustibile o organico in forma di particolato fine                          |
| perossido di idrogeno                   | rame, cromo, ferro, alcoli, acetone, anilina, nitrometano, sostanze combustibili liquide e solide                                                                 |
| rame                                    | acetilene, perossido di idrogeno |
| mercurio                                | acetilene, ammoniaca |
| permanganato di potassio                | glicerolo, glicol etilenico, benzaldeide, acido solforico |
| perossido di sodio                      | metanolo, etanolo, acido acetico, anidride acetica, benzaldeide, solfuro di carbonio, glicerolo, glicol etilenico, acetato di etile, acetato di metile, furfurale |